# Persistência da visão
A persistência da visão tradicionalmente se refere à ilusão de ótica que ocorre quando a percepção visual de um objeto não cessa por algum tempo depois que os raios de luz provenientes dele deixaram de entrar no olho. A ilusão também foi descrita como "persistência retiniana", "persistência de impressões", simplesmente "persistência" e outras variações. Um exemplo muito comum do fenômeno é o aparente rastro de fogo de um carvão incandescente ou uma vara em chamas enquanto gira no escuro.
Muitas explicações da ilusão realmente parecem descrever pós-imagens positivas ou desfoque de movimento.
"Persistência da visão" também pode ser entendido como sinônimo de "fusão de cintilação", o efeito de que a visão parece persistir continuamente quando a luz que entra nos olhos é interrompida com intervalos curtos e regulares. Quando a frequência é muito alta para o sistema visual discernir as diferenças entre os momentos, as impressões claras e escuras se fundem em uma impressão contínua da cena com brilho intermediário.
Desde a sua introdução, acredita-se que o termo "persistência da visão" seja a explicação para a percepção do movimento em brinquedos ópticos como o fenaquistoscópio e o zootrópio, e mais tarde no cinema. No entanto, esta teoria foi contestada mesmo antes do avanço da cinematografia em 1895. Se a "persistência da visão" é explicada como "fusão de cintilação", pode ser considerada a razão pela qual os intervalos escuros não interrompem a impressão contínua de uma cena representada. A ilusão de movimento como resultado de apresentações rápidas e intermitentes de imagens sequenciais é um efeito estroboscópico, conforme detalhado pelo inventor Simon Stampfer.
As primeiras descrições da ilusão frequentemente atribuíam o efeito puramente à fisiologia do olho, particularmente da retina. Nervos e partes do cérebro mais tarde foram aceitos como fatores importantes.
A memória sensorial foi citada como uma causa.